# Nuuk Center
Nuuk Center, também abreviado por NC, é um centro comercial localizado em Nuuk, a capital da Gronelândia. É o primeiro centro comercial na Gronelândia, tendo sido inaugurado a 27 de julho de 2012.[carece de fontes?] Está localizado ao pé do centro cultural Katuaq.
O centro comercial possui 2 andares e 20 lojas.[carece de fontes?]

## Lojas

### 1º Andar[1]
- Pisiffik
- Synoptik
- Nønne
- Ittu.net
- BabySam
- Legeland
- IQ Naasut
- Bog & Ide
- Pascucci Corner
- Matas
- Torrak Fashion
- Elgiganten

### 2º Andar[2]
- Nice
- ONLY
- MDC Data
- Accessories
- Sweet Home Botex
- N<xt Generation
- Salon Mariia
- Pisattat